# Anh chị em

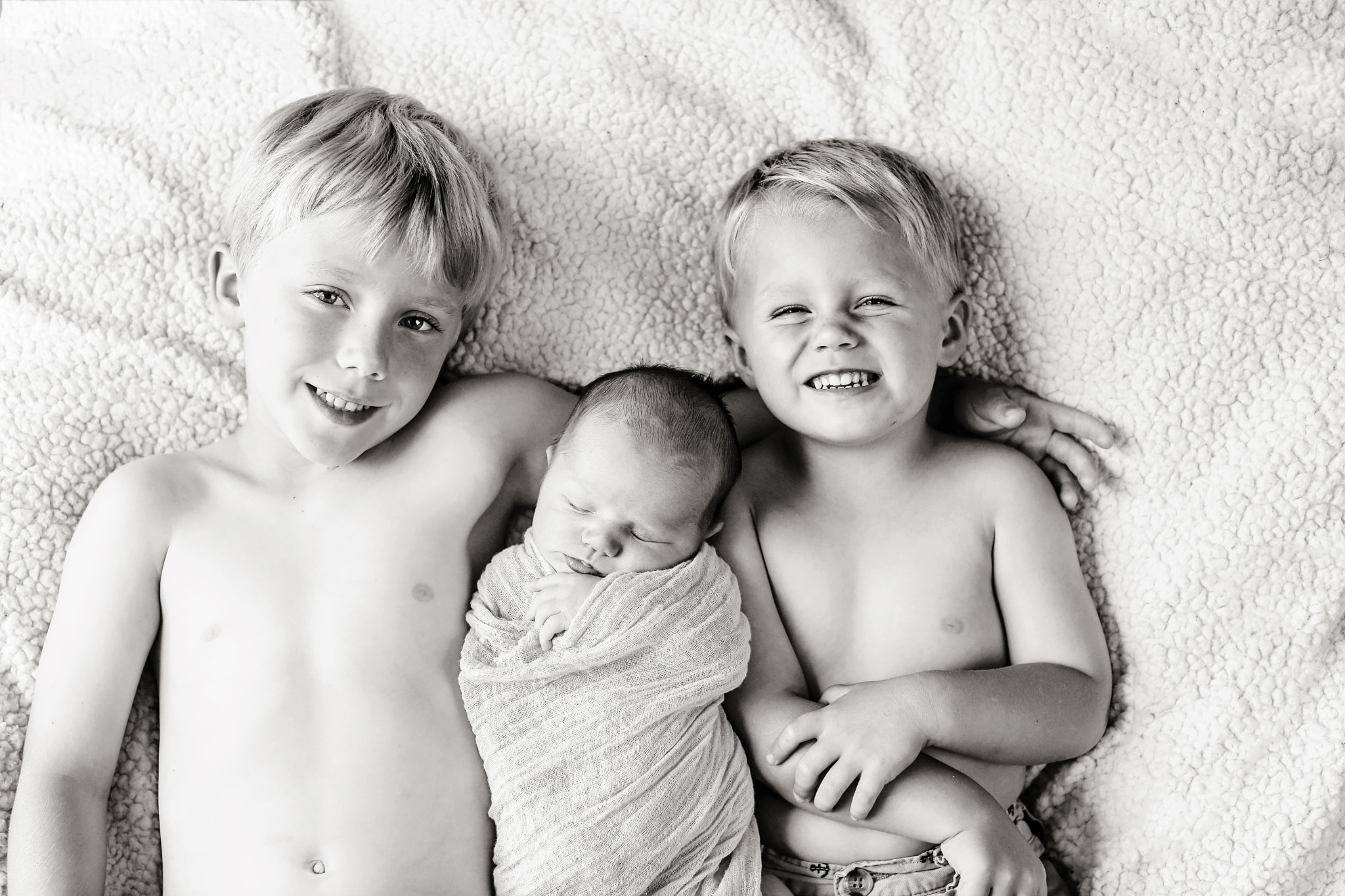
3 anh em trai, trong đó có một trẻ sơ sinh

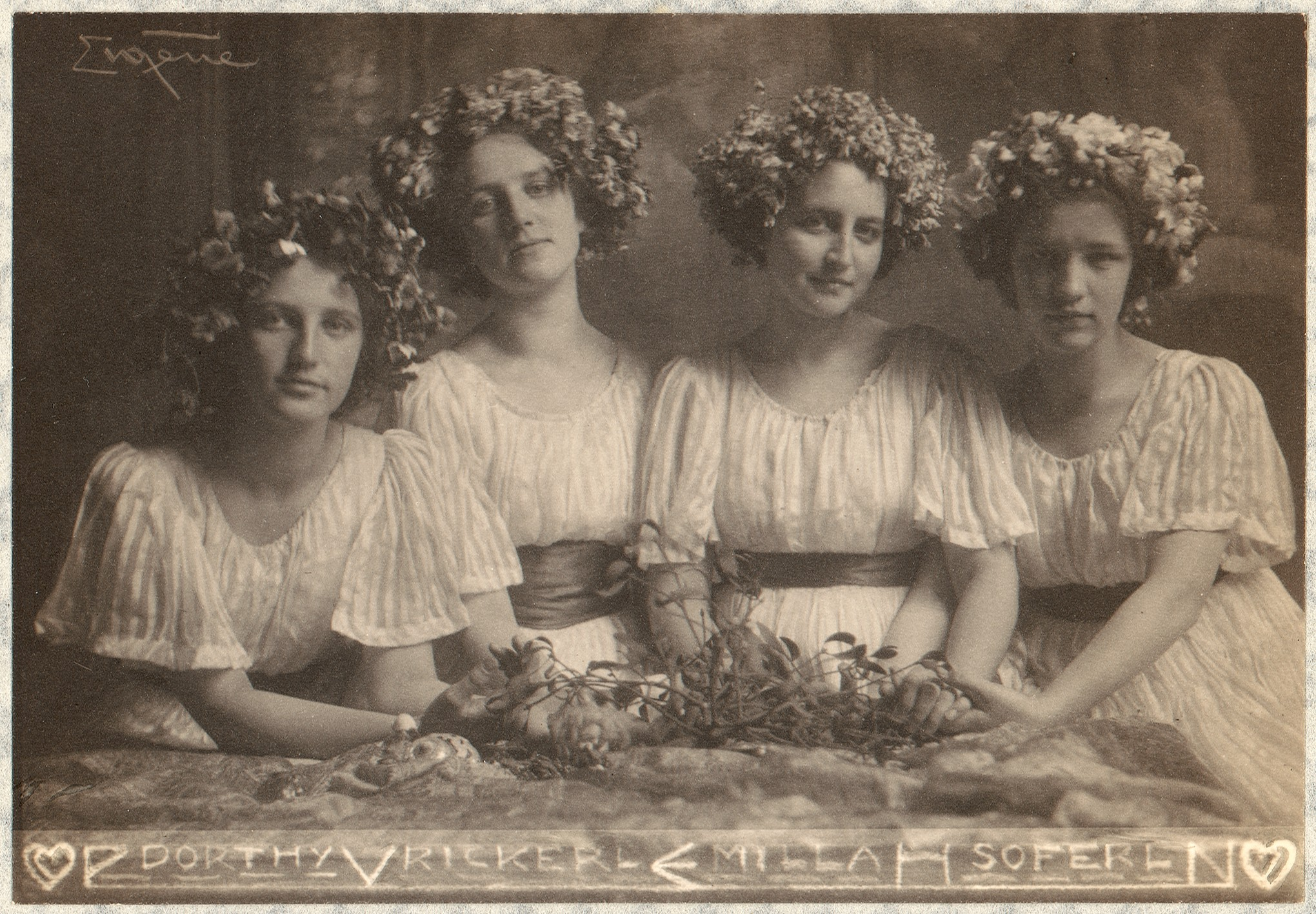
các chị em gái (ảnh chụp đầu thế kỷ 20)

Anh chị em (văn phong Hán Việt gọi là huynh đệ tỉ muội) là những người được sinh ra bởi cùng một người cha và người mẹ hoặc ít nhất cùng một trong hai vị phụ mẫu này (người cha hoặc người mẹ). Anh chị em có thể là anh chị em cùng cha khác mẹ hoặc cùng mẹ khác cha. Những người nam thì gọi là người anh em hay anh em trai, những người phụ nữ thì được gọi là chị em gái. Nếu người nam lớn tuổi hơn người nữ thì gọi là anh em, nếu người nữ lớn tuổi hơn thì gọi là chị em.
Đây là những người anh chị em có quan hệ về mặt huyết thống (huyết thống trực hệ đời thứ nhất), tức anh chị em ruột ngoài ra những anh chị em không có quan hệ huyết thống và hình thành trên mối quan hệ nuôi dưỡng (anh chị em nuôi), hôn nhân (anh em cột kèo, anh em dì dượng) cũng được pháp luật nhiều nước thừa nhận vị trí bình đẳng như anh chị em ruột trong những quan hệ nhất định (thừa kế, nuôi dưỡng...)

## Đặc điểm
Trong hầu hết các xã hội trên toàn thế giới, anh, chị, em ruột thường sinh trương và được nuôi dưỡng chung ở thời thơ ấu và sống gần gũi với nhau, chơi đùa với nhau rất thân thiết (anh em như thể tay chân), cũng có khi gây gổ, đánh nhau nhưng về cơ bản các anh chị em khi còn nhỏ thường yêu thương lẫn nhau, cũng như sự ganh tỵ nhất định. Các mối quan hệ tình cảm giữa anh chị em thường phức tạp và chịu ảnh hưởng bởi các yếu tố như cha mẹ, thứ tự sinh, nhân cách, và kinh nghiệm cá nhân bên ngoài gia đình, nếu trong những gia đình đông con thì dễ xảy ra mâu thuẫn và bè phái trong nội bộ anh chị em hơn là những gia đình ít con hơn, tuy nhiên yếu tố này không đáng kể. Khi lớn lên, trưởng thành, những anh chị em thường tách ra sống riêng rẽ với gia đình riêng của mình nhưng cũng có khi họ sống chung trong một đại gia đình.

## Quy định của pháp luật Việt Nam
Theo Điều 8, Luật Hôn nhân gia đình Việt Nam năm 2000 thì những người có quan hệ trong phạm vi 3 đời là những người có cùng một nguồn gốc sinh ra: Cha mẹ là đời thứ nhất, anh chị em cùng cha mẹ, cùng cha khác mẹ hoặc cùng mẹ khác cha (anh chị em ruột) là đời thứ 2. Anh chị em con chú con bác, con cô con cậu, con dì là đời thứ 3. Điều 10 Luật Hôn nhân gia đình năm 2000 cũng quy định: Những trường hợp cấm kết hôn gồm giữa những người có cùng dòng máu về trực hệ, giữa những người có họ trong phạm vi ba đời.
Nghị Quyết 02/2000/NQ-HĐTP của Hội đồng thẩm phán Tòa án nhân dân tối cao hướng dẫn áp dụng một số quy định của Luật Hôn nhân gia đình năm 2000 tại Mục 1 điểm C.3 quy định: giữa những người có dòng máu về trực hệ là cha mẹ với con, giữa ông bà với cháu nội cháu ngoại. Giữa những người có họ trong phạm vi 3 đời là những người có cùng một gốc sinh ra: Cha mẹ là đời thứ nhất, anh em cùng cha cùng mẹ hoặc cùng cha khác mẹ hoặc cùng mẹ khác cha là đời thứ 2, anh chị em con chú con bác con cô con cậu con dì (gọi chung là anh chị em họ) là đời thứ 3.